# Andy Towle

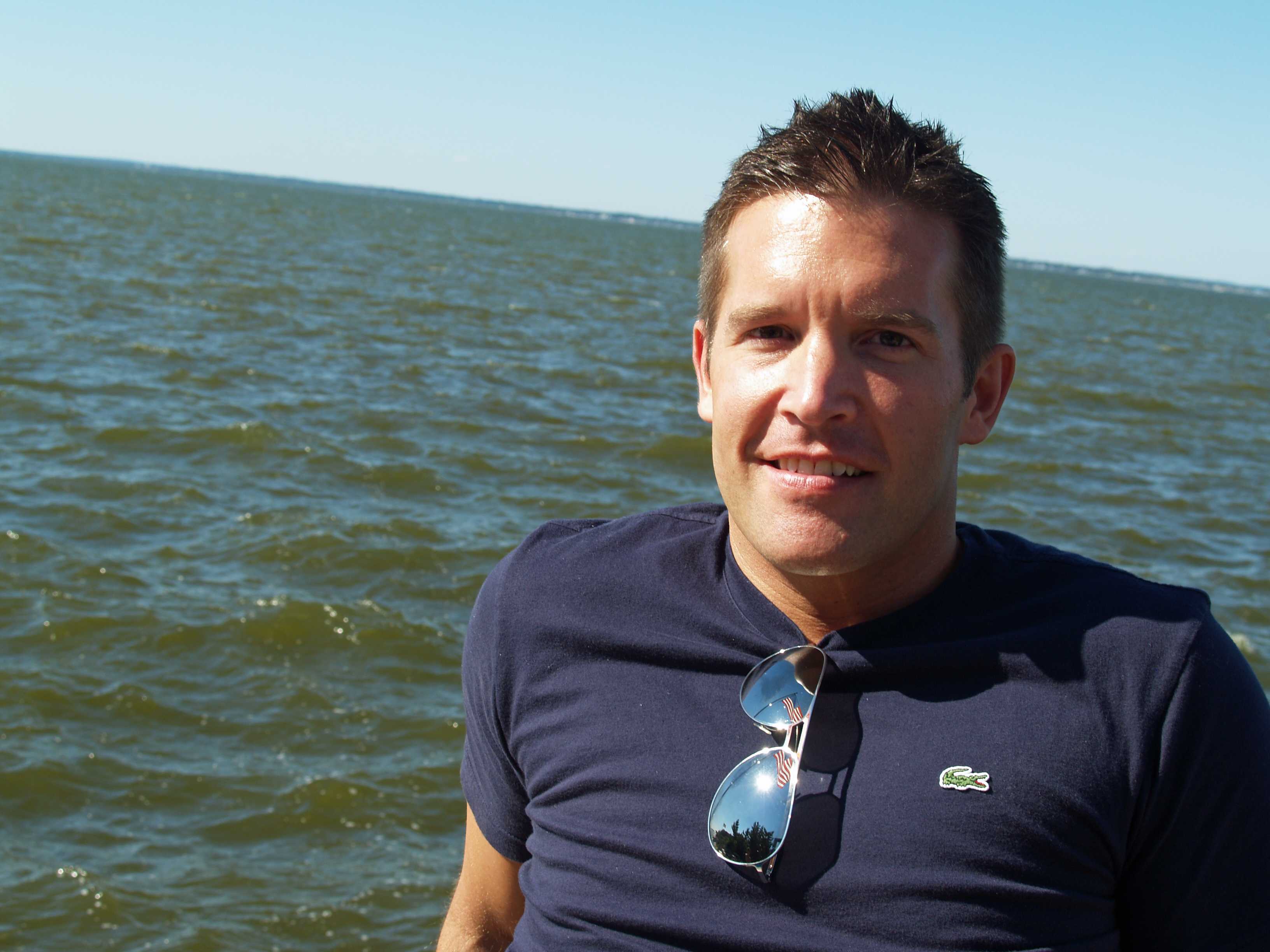
Andy Towle w sierpniu 2008 roku w rezydencji Michaela Lucasa

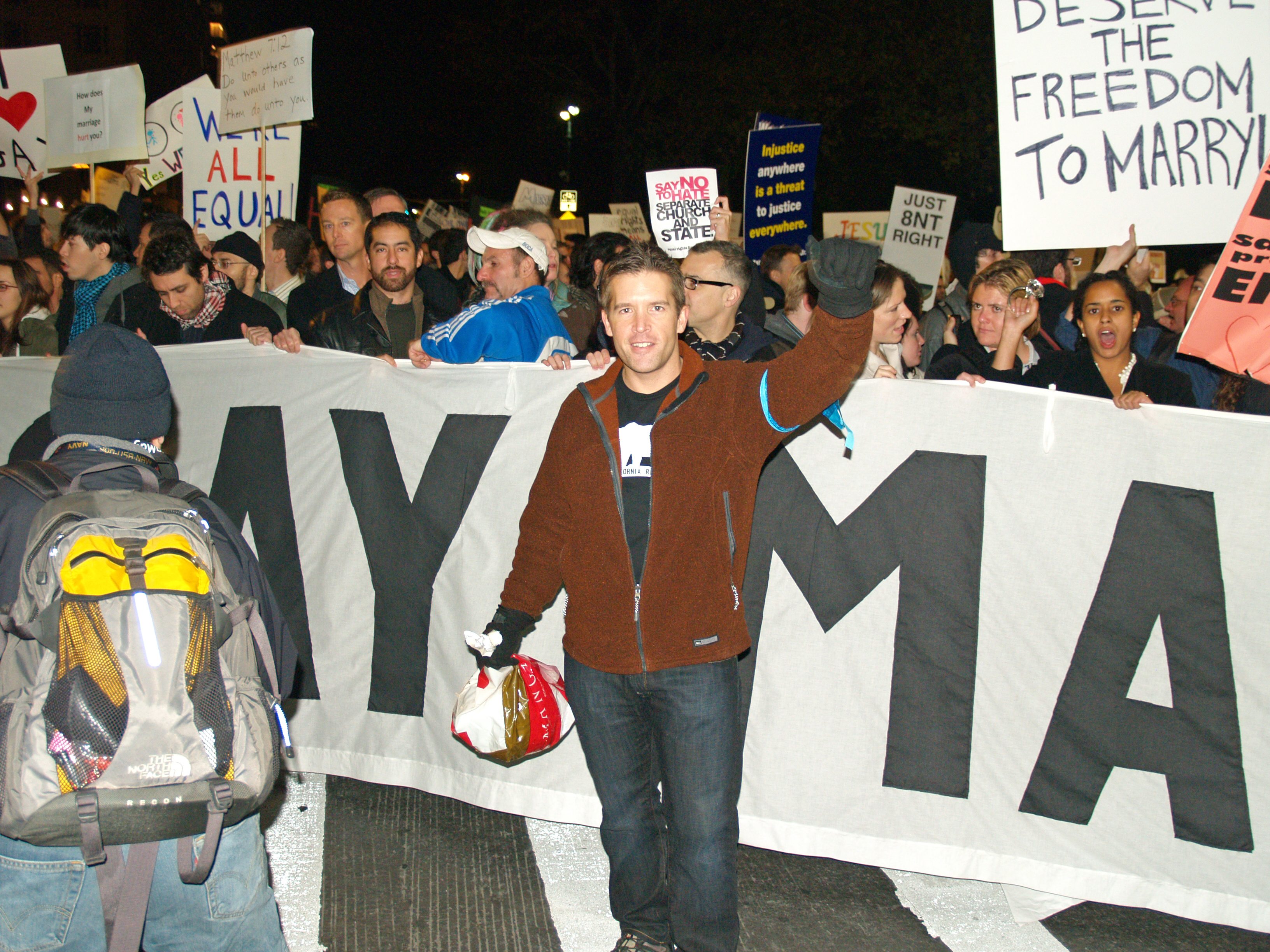
Towle podczas nowojorskiej demonstracji przeciwko California Proposition 8 (2008)

Andy Towle (ur. 15 maja 1967 w Chicago w stanie Illinois, USA) – amerykański blogger, dziennikarz, komentator mediowy oraz poeta. Jeden z organizatorów demonstracji przeciwko California Proposition 8.
Studiował w Vassar College, gdzie uzyskał dwa licencjaty z historii sztuki i języka angielskiego. Pracował jako czyściciel basenów oraz barman w The Boatslip. W 1992 roku przeniósł się do Nowego Jorku, gdzie najpierw podjął się pracy w charakterze barmana w popularnym gejowskim klubie Splash, a wkrótce potem został jego menadżerem.
Swój blog Towleroad zaczął prowadzić w 2003 roku w Los Angeles w stanie Kalifornia, skupiał się w nim na popkulturze, kulturze środowiska gejowskiego, fotografii, polityce, mediach, technologii, podróżach i przemyśle rozrywkowym. Andy był jego jedynym twórcą. Wcześniej pracował jako redaktor naczelny magazynu LGBT „Genre”, a także redaktor gejowskiego pisma „The Out Traveler”. Jest także poetą. Jego poezja gościła w magazynach „The Paris Review” i „Poetry Magazine” wielokrotnie na przestrzeni lat 1988–1997.
W 2004 roku powrócił do Nowego Jorku; wcześniej mieszkał w Hongkongu, gdzie był wieloletnim partnerem Chipa Arndta, zwycięzcy programu The Amazing Race, oraz w Los Angeles. Obecnie mieszka ze swoim partnerem Davidem Grantem w sąsiedztwie Manhattanu o nazwie Chelsea.